# 夏の果て
『夏の果て』は、岡康道の小説。2013年9月に小学館から単行本が刊行され、2016年7月には小学館文庫で文庫化された。CMクリエイターである作者の自伝的小説で、19歳の時に5億円の負債を抱え失踪した父の影に翻弄されながらも、厳しいCM製作現場で戦いぬいていく主人公の生き方を描く。 
2015年3月にNHK BSプレミアムのプレミアムドラマ枠で、『私は父が嫌いです』のタイトルでテレビドラマ化された。

## あらすじ
太平洋戦争後、シベリア抑留から帰還を果たした父と、教師だった母との間に長男として生まれた"僕"はいたずらばかりを繰り返すわんぱく少年だった。良家の出だった母の実家からの干渉を嫌った父の決断により、一家は揃って東京に引っ越すことになる。最初のうちは一般企業の事務員として働いていた父が、税理士の資格をとり事務所を開設したことで貧乏暮らしから脱却し、徐々により大きな家へと引越しを繰り返していく。"僕"は父に連れられて愛人の家を訪ねたり、そこで病気で伏せている愛人を甲斐甲斐しく看病する父の姿を見せられたり、"僕"の剣道の試合に愛人を連れて応援に来る父の姿をみたりするうち、次第に父に対して懐疑的な気持ちが強まっていく。また、税理士にしては金回りがよすぎることを母に問いただされても、ニヤニヤ笑ってのらりくらりとかわすばかりで世の中を舐めきっているような父の態度に、決してこんな大人にはなるまい、と思うようになる。
"僕"が大学に入った19歳のときに、突然父は「借金が5億あって自己破産する。家族に追及の手がいかないように離婚する」、「これからはお前が母と弟の面倒をみろ」と一方的に"僕"に告げ失踪してしまう。父に代わり債権者会議に出席して、父に対する悪口雑言を浴びせられるうち、「父を愛せなかったのは自分が息子として欠陥品だったからではない」、と納得するとともに安堵する。暮らしは困窮したものの父親の庇護から解放されたことで今まで感じたことのなかった自由も感じる。その後、奨学金をもらいながら必死に勉強して、給料が一番良いという理由だけで広告会社に就職する。クリエイティブな才能などないことから営業を希望したが、営業での仕事はクライアントの接待に明け暮れ、それなりの成績はあげていたものの全くやりがいを感じられなかった。そんな中で、独身では借りられない公団住宅の抽選に当選し相手が必要だったこともあり、大手広告会社と言うネームバリューだけで結婚したがる女性と結婚する。もちろん、そんな結婚生活はぎくしゃくしたもので、"僕"は仕事に生きがいを求めるようになり、社内試験を受けてクリエイターへの道を進み始める。
CMプランナーの仕事では、奇抜なアイデアばかり出すせいで最初のうちは全く採用されなかったものの、そのうち新しいものを求める会社に起用され始める。仕事が順調になるのと比例して妻とうまく行かなくなり、別居を経て離婚。やがて、CMつくりの現場からは離れ管理する立場の役職につく。出張先の欧州で出会った大物のクリエイティブディレクターからクリエイティブエージェンシーの話を聞き、日本で自分もそれを立ち上げてみようと思いたち、仲間を引き入れ社長に直談判して独立する。独立後、順調に業績を伸ばしグループ企業も増え、また、価値観のあう女性との再婚も果たす。
順風満帆な生活を送っていたある日、道端にうずくまる老人をみかける。父かと思い駆け寄ってみると別人だったが、30年以上会っていない父に思いを馳せるようになる。父が失踪したのは今の自分と同じ50歳で、今ならあの時自分たちをおいて逃げて行った父の気持ちが少しわかるような気もした。弟に相談すると、会っても後悔するだけだろうが、かといって会わないまま死なれても後悔するだろうと言われ、父を探すことを決意。友人の弁護士に頼み父の居場所を突き止め、手紙で連絡をとり弟と一緒に会いに行く。いろいろな考えが頭を巡りどう接すればいいのか悩んでいたが、父はそんな屈託を全く感じさせない。失踪後、どうやってまた蓄財して復活したかという眉唾物の成功談を延々と聞かされるうち、自分が父親を苦手だったことを思い出していく。自分の息子たちや捨てた妻のことは何一つ聞こうとしない父に、大切な事実を忘れたまま誤った感傷に浸ってのこのこと会いに来たことを後悔する。それでも一旦始めてしまった「親子ゲーム」を途中でやめるわけにもいかず、その後も何回か父の元を訪ねることになる。
やがて、父は病気で入院する。父には再婚した妻がいるにもかかわらず介添えする別の女性がいて、蓄財もしているはずなのに、面倒を見てくれる人がいない、家政婦を雇う金もない、などと相変わらずつじつまの合わないことばかりを言っている。月一度の見舞いだけは続けたが、決して父を許したわけではない。危篤の知らせを受けても仕事を優先させて行かなかったのは父への嫌がらせの気持ちもある。3日後父は死んだが、葬儀も欠席する。母には父に会ったことも父が亡くなったことも伝えていない。結局、失踪にいたった本当の理由も、父が本当はどんな人間だったのかもわからないままで、残ったのは安堵と脱力感だけである。だが、"僕"にとって父は呪縛でも自立へのきっかけでもない。ただ、思うように生きた父の息子が自分であったという事実があるだけなのだ。

## 書誌情報
- 岡康道 『夏の果て』 小学館
  - 単行本：2013年9月24日発売、ISBN 978-4-09-386366-7
  - 文庫本：2016年7月06日発売[2]、ISBN  978-4-09-406305-9

## テレビドラマ
2015年3月29日22時00分 - 23時00分に、NHK BSプレミアムのプレミアムドラマ枠で、『私は父が嫌いです』のタイトルで放送された。主演は瑛太。
制作はNHK福岡放送局で、撮影は福岡県福岡市と佐賀県唐津市で13日間をかけてオールロケで行われた。事前にリハーサルを行わず、出演者に地図を手渡して地図を頼りに街を歩き人を訪ねる様子をドキュメンタリーのように撮る等、実験的な撮影手法も随所に取り入れられている。

### キャスト
- 吉田秀一 - 瑛太（22年前：犬飼直紀）
- 吉田寛治 - 奥田瑛二（22年前：瑛太）
- 古賀サトエ - 烏丸せつこ
- 吉田亜希子 - 中村ゆり
- 奈緒
- 今田美桜

### スタッフ
- 原作 - 岡康道 『夏の果て』（小学館）
- 脚本 - 一色伸幸
- 制作統括 - 宮田興
- 撮影 - 堀内一路、井ノ口輝憲
- プロデューサー - 首藤圭子
- 編集 - 渡辺政男
- 演出 - 木寺一孝
- 制作・著作 - NHK福岡